# Tamdrup Kirke
Tamdrup Kirke er én af landets ældste kirker og stammer fra o. 1125. Samtidig er kirken omgærdet af en del mystik. Hovedbygningen består af en romansk basilika, på hvis vægge der findes udstrakte rester af landets ældste kalkmalerier, der svarer til Jelling Kirkes malerier, som desværre blev nærmest ødelagt 1874-75 i forbindelse med en alt for hård restaurering.
Kirken bestod oprindeligt af en treskibet basilika, og rummet er opdelt af 2×6 rundesøjler og rundbuede arkademure, der åbner sig mod sideskibene. Dette blev radikalt ændret i 1400-tallet da kirken blev ombygget i gotisk stil. Tårnet og våbenhuset stammer fra denne ombygning.

## Inventar
Tamdrup Kirkes mest berømte inventar findes i dag på Nationalmuseet. Det drejer sig om et gyldent alter. Det nuværende frontale i kirken er en afstøbning af de originale, forgyldte kobberrelieffer. Både deres funktion og placering samt datering er omdiskuteret. Man kan ikke afgøre, om de tilhører et alter eller et helgenskrin. Det er sandsynligvis beregnet for Poppo, der omvendte Harald Blåtand til kristendommen. Dette hænger også godt sammen med Tamdrups funktion som valfartskirke.
Pladernes fortælling rummer fire historier, hvilket svarer godt til et firesidet skrin. Dateringen af pladerne er usikker. Den historiske fortælling, de skildrer, nemlig Poppos jernbyrd samt Harald Blåtands omvendelse og afsluttende med hans dåbsscene, foregik i sidste del af 900-tallet, men ved at sammenligne med andre gyldne altre har man dateret Tamdrupalteret til o. 1200. Det er dog formentlig en del ældre, sikkert udført i forbindelse med kirkens opførelse i begyndelsen af 1100-tallet.
Et andet af kirkens pragtstykker er døbefonten. Den hører til Østjyllands bedste romanske granitfonte. Den udmærker sig ved sine usædvanlige motiver. I stedet for de jyske løver har den evangelistsymbolerne i højrelief omgivet af fornemme bladranker og menneskefigurer, og på foden er der engle.
Altertavlen og prædikestolen er renæssancearbejder fra først i 1600-tallet.

## Eksterne kilder og henvisninger
- Tamdrup Kirke Arkiveret 11. januar 2006 hos  Wayback Machine på Danmarks Kirker, Hæfte 52. ISBN 87-7468-617-8
- Politikens bog om Danmarks kirker af Niels Peter Stilling, Politikens Forlag 2000. ISBN 87-567-6059-0
- Tamdrup Kirke og gård af Ole Schiørring, Henrik Græbe mfl., Horsens Museum og forlaget Skippershoved 1991. ISBN 87-89224-22-1
- Tamdrup Kirke Arkiveret 31. januar 2011 hos  Wayback Machine hos nordenskirker.dk
- Tamdrup Kirke hos KortTilKirken.dk
- Tamdrup Kirke hos danmarkskirker.natmus.dk (Danmarks Kirker, Nationalmuseet)

- Wikimedia Commons har flere filer relateret til Tamdrup Kirke